# Пјане ди Монтеђорђо (Фермо)
Пјане ди Монтеђорђо (итал. Piane di Montegiorgio) насеље је у Италији у округу Фермо, региону Марке.
Према процени из 2011. у насељу је живело 1568 становника. Насеље се налази на надморској висини од 158 м.